# Pueblo acateco
Los Akatekos cuya autodenominación es kuti' son un grupo étnico originario de Guatemala específicamente de Huehuetenango y que actualmente habitan en San Miguel Acatán (Huehuetenango) y en los municipios de Frontera Comalapa y La Trinitaria, en el estado de Chiapas, en los estados de Campeche y Quintana Roo, en México, también llamado acateco. La mayoría de los akatekos en México habitan en Chiapas en el municipio de La Trinitaria, y es el ejido La Gloria donde se presenta mayor concentración poblacional, le siguen las comunidades de El Colorado y San Francisco de Asís. También viven en localidades de los municipios de Las Margaritas, Frontera Comalapa y Mazapa de Madero. Existen también presencias akatekas en comunidades de Campeche.

## Datos históricos

### Época prehispánica
La región acateca se caracterizó por presentar un aspecto temprano de la fase Q'anil en cuanto a su arquitectura. Por ejemplo en el sitio de Tenam, se utiliza la topografía natural para elaborar espacios de plazas intra-sitios.
En Paiconob’ Grande, encontramos a un sitio del aspecto tardío de la fase Q'anil en tierra fría de la región acateca. Es un centro ceremonial ubicado en la cima de un cerro.

### Historia contemporánea
La historia de los acatecos comprende principalmente dos periodos de migración:
Migración Interna: En San Antonio Huista podemos encontrar a inmigrantes acatecos y mam pues por circunstancias como migración interna, razones económicas y guerra interna han inmigrado al territorio Popt'i (jacalteco).
Migración Externa: En la década de los años 80 los chuj emigraron (principalmente adice que el santo patrono San Miguel Arcángel se sintió mejor en la actual San Miguel Acatán. Es por eso que les ordenó que construyeran u Estados Unidos y al sur de México), debido al conflicto armado guatemalteco, que provocó una vida difícil para la población en general. 
Pero los que más migraron fueron los acatecos de San Miguel Acatán, influenciados por el éxodo de los chuj, pues sus comunidades colindan entre sí. Los acatecos estuvieron más involucrados con la guerrilla. Cuando regresaron a sus pueblos natales traían costumbres, tradiciones e ideología distintas a cuando habitaban su país original. 
Por ese motivo es común encontrarse a acatecos, kanjobales y chuj en el país estadounidense. También en la aldea Jo'om de San Sebastián Coatán se habla el idioma acateco.
En Nentón, se encuentra la laguna Brava a 1,142 metros sobre el nivel del mar, que en idioma acateco significa “Agua que nace adentro”. 
Desde 1974, se ha reportado la desaparición de la laguna Piol, que estaba ubicada en San Sebastián Coatán.

### Leyenda sobre los orígenes de San Miguel Acatán
Según una leyenda con influencias católicas, su asentamiento original no estuvo en San Miguel Acatán, sino en Peykonob', pero la tradición dice que el santo patrono San Miguel Arcángel se sintió mejor en la actual San Miguel Acatán. Es por eso que les ordenó que construyeran una casa para él. La gente deseó que él se hallara y se quedara en Peykonob', pero su deseo fue quedarse en ese pueblo donde formaría un pueblo, por tal causa se le llama Peykonob', debido a que allí estuvo su patrono, que habló con las personas de buen corazón y les dijo que no se quedará en ese sitio, y la gente le contestó que le construirían su casa en otro lugar.
Cuando comenzaron a preparar el terreno, fueron a localizarlo pero no lo hallaron, entonces se preguntaron en donde sese dispusieron a ver. Se encontraba de pie en el brote de agua del asiento de un cedro.
Entonces el santo le comentó a decir a su gente que se establecería en ese campo, pero la incertidumbre invadió al pueblo pues no sabían que hacer con el río. San Miguel les comentó que sería algo sencillo pues les ayudaría a hacerlo. Empezaron a zanjearlo y de esa manera hicieron el camino del río, y recordaron que cuando habían llegado todo el sitio era empinado, entre jutes, piedras de sarro y también había varios cangrejos que sólo andaban tirados, el Patrono ordenó que se quedasen para que se multiplicaran. 
Acto seguido, se dirigió a conversar con Eulalia, una joven de la comunidad, no sin antes recordarles que terminaran de construir su casa. Antes de irse, le preguntaron de donde sacarían la tierra para la obra, San Miguel les indicó que no se preocuparan pues tierra hay. Les trajo un puño de tierra blanca y se los mostró, aquí es donde hay un poco de tierra, y rozó sus pies donde estaba las Cinco Repúblicas, donde obtuvieron tierra para construir la casa. 
Todavía se seguían cuestionando sobre lo que iban a hacer, pero el Patrono afirmó que lo podrán hacer y les apuntó que no deben preocuparse tanto. Ordenó a un carpintero que tomase las medidas de la construcción y de los puntos donde harían fuerza, es por eso que la tierra se mantiene abultada en el cimiento de la iglesia actual, de esa manera se construyó la casa del Patrono; tiempo después desapareció, había muchos pinos y la tierra era muy fértil -¿Por qué nos dejó nuestro padre entre el agua?, unos comentaron que fue para que no fueran tan lejos por acarear agua. De repente escucharon la voz del Patrono que decía: -Hijos no me ven, aunque ellos contestaron de forma negativa. 
A pesar de que el santo dijo que quería que pusieran fuerza en su casa, las personas dieron a conocer que no sabían lo que harían por cuenta propia. Posteriormente, les explicó que debían traer de Comitán cuatro quintales de sebo de vaca, él iría con ellos para evitar que se angustien. Cuatro hombres extendieron sus brazos y se montaron sobre de él, partieron de ocho en ocho, dijo vuelen y vamos, al medio día regresarían, como pasó mucho tiempo decidieron comer con el Patrón en Comitán, cuando estaban de regreso les pidió que descansen y mañana temprano harían las bases de la casa, iniciaron con el sebo, como era cilíndrico les dijeron que lo cortaran en trocitos, lo mezclaron con el adobe y lo usaron, por último les dijo que ese material nunca se pudriría ni se desbarataría, por eso revolvieron bien el cebo de la vaca con lodo. Finalmente San Miguel les expresó: 
Hijos aquí esta bueno aquí viviremos en nuestra tierra, ustedes estarán, crecerán y se irán donde quieran. De esta manera se formaron las aldeas y se fundó el pueblo de San Miguel Acatán.

## Idioma
El idioma akateko es parte de la rama kanjobal de la familia de lenguas mayenses, carece de variaciones dialectales y esta emparentada con las lenguas q'anjob'al y jakalteko. El idioma akateko se habla en varios municipios de Chiapas y varias comunidades en Campeche y Quintana Roo en México. Se habla en el municipio de San Miguel Acatán, en el departamento de Huehuetenango, Guatemala.

## Actividades Productivas
En México se dedican principalmente al cultivo de maíz y frijol. Son en su mayoría trabajadores jornaleros, pero también hay albañiles y comerciantes ambulantes. Actualmente, algunos hombres y mujeres akatekos están laborando como profesionistas dentro y fuera de su comunidad.
En Guatemala se dedican a la forjación del hierro y el cobre, aunque también elaboran artesanías en cerámica vidriada y fibra de maguey. En San Miguel Acatán se transmite de padres a hijos el oficio de la herrería (destacándose los faroles, balcones, 
aldabones y lámparas que embellecen las casas, parques y plazas públicas de la comunidad. En Concepción Huista se elaboran campanas y animales de cobre. En Nentón es apreciada la elaboración de velas, costumbre que data de la época colonial. 
La mayor parte de los acatecos se coordinan para llevar a cabo la creación y comercialización de sus artesanías con el comercio de sus productos agrícolas, que comercializan en la región de la Sierra de los Cuchumatanes y el resto de Guatemala.

## Organización Social
Así como los ixiles, los ancianos son los que conservaban la autoridad antiguamente, gracias a la gerontocracia, donde los principales ancianos gobernaban. Haciendo que los jóvenes dependan de ellos para heredar su tierra y su esposa. La sociedad gerontocrática de los acatecos es equilibrada, pues la juventud ve compensado su trabajo al llegar a la vejez donde los futuros jóvenes trabajarán para ellos.

## Fiestas y ceremonias tradicionales

### México
Los akatekos de México mantienen las celebraciones de las fiestas patronales que representan el vínculo con su origen y la posibilidad de seguir en contacto con su tierra. En las fiestas participa toda la gente de La Gloria y la población akateka de comunidades como San Francisco y El Colorado. Las fiestas más importantes de los akatekos de México son:

#### Fiesta en honor a San Miguel
La fiesta akateka más importante se celebra en honor a San Miguel los días 26 al 29 de septiembre de cada año, en los lugares donde residen los “migueleños”. Se celebra en La Gloria, San Francisco de Asís y El Colorado en Chiapas mientras que en las comunidades de Campeche también se realizan celebraciones.

#### Reina akateka
En Chiapas, durante la fiesta en honor a San Miguel se lleva a cabo la elección de la reina indígena, en la comunidad se conforma un comité dedicado especialmente a organizar esta elección, que consiste en la presentación de cuatro jóvenes akatekas candidatas a reina quienes deben hablar el idioma akateko y después se lleva a cabo un proceso de votación en el que el pueblo deposita su voto por la joven de su preferencia; a la ganadora se le corona, mientras que las otras tres jóvenes fungen como escolta. Este concurso es muy importante porque permite la participación de toda la comunidad así como la promoción de la cultura y lengua akateka.

### Guatemala
Los acatecos de Guatemala mantienen ceremonias que son presididas por el alcalde rezador, el sacerdote principal, la esposa del sacerdote principal, sacerdotes menores y rezadores en latín. Se realizan rezos, sacrificios de animales, se aromatiza el ambiente con incienso de copal, se hacen candelas en honor a los santos, entre otros. Las fiestas suelen amenizarse con música de marimba, trío (un tambor y dos chirimías), grupos de danzantes del baile del venado, los gracejos, los capitanes y los toros. En ocasiones puede o no haber consumo de licor y bailes. Las deidades más veneradas son los cuatro ángeles que cuidan los cuatro cuartos del mundo, que proporcionan las lluvias bienhechoras y los espíritus difuntos. Sus santos patrones son La Virgen de Concepción, el Cristo de Esquipulas, San Miguel Arcángel, San Rafael Arcángel y San Sebastián.
Así como otras etnias mayenses, leyendas animistas de aparecidos y almas en pena están presentes en la tradición oral de San Rafael La Independencia. Ahí se escuchan cuentos sobre El Duende, La Llorona y La Tatuana.

#### El cargador del año
Veinte días previos al año nuevo, el sacerdote principal comienza a rezar cada cinco días a la 1:00 a. m. Un pavo es llevado a un cerro a unos 10 kilómetros del pueblo en una caja decorada, sacrificado y enterrado inmediatamente. La sangre es derramada y embarrada en palitos de copal que también se queman allí. El sacerdote principal y los principales rezan sobre fajos de palitos de copal y candelas que posteriormente se queman en los sitios sagrados del pueblo. Se reza a la ordenanza, bañada continuamente con el humo del incienso por un sacerdote menor y la esposa del sacerdote principal, los sacerdotes rezan en la casa ceremonial y en la iglesia. Los mayas acatecos laicos rezan delante de la iglesia por toda la noche completa y al día siguiente se lleva a cabo música de marimba y de trío, no hay consumo de licor ni baile. Veinticinco días previos al año nuevo, los espíritus de los jóvenes los habían dejado para ir a la cueva que se ubica en Santa Eulalia, éstos regresan veinte días más tarde, luego los espíritus de los adultos van a la cueva para quedarse allí por cinco días. Hay comida especial y otros tabúes obligados para los adultos en este periodo de cinco días, porque se considera peligroso. El gran rezo para la lluvia, invocando la lluvia de los cuatro ángeles que cuidan los cuatro cuartos del mundo, se da durante el sacrificio celebrado en el festejo del año nuevo. El cargador del año es una ceremonia muy importante y solemne.

#### Ceremonia para la lluvia
Se llevan a cabo cuatro ceremonias durante las primeras cuatro lluvias fuertes que inician la temporada lluviosa. Por lo general ocurre en abril y mayo, siendo celebradas por los alcaldes rezadores, el sacerdote principal inicia los rezos para la lluvia tres días después de la ceremonia del cargador del año. Reza cada cinco días en compañía de su esposa y continúa hasta que llueve constantemente. Después del inicio de un aguacero se coloca una escudilla de barro en una mesa colocada debajo de la decoración de hojas que permanece en la entrada de la casa del sacerdote principal. Todos los sacerdotes se alinean a los dos lados de la mesa para ver llenarse la escudilla por gotas de lluvia. Asimismo, el sacerdote maya enciende un pequeño fuego frente a la ordenanza. Cuando la escudilla está a punto de llenarse, la esposa del sacerdote principal le sopla el humo del incienso por encima. Luego el sacerdote principal y el primer rezador beben un poco del agua. El residuo se vierte en un hoyo previamente excavado en la tierra debajo de la ordenanza. Posteriormente, para cada rezo prenden un fuego de copal y candelas, soplan el humo del incienso una y otra vez. La música es proporcionada por un trío y no hay consumo de licor ni baile. 

#### Corpus
Se celebra con la llegada de un sacerdote católico de Soloma para dirigir los rezos en unos ranchitos especialmente construidos a los cuatro lados de la plaza del pueblo. La imagen de un santo descansa en cada ranchito, los alcaldes rezadores acompañan al sacerdote católico a los ranchitos, pero no entran con él y no participan en el rezo. Una marimba lleva a cabo la música en cada ranchito.

#### Sacrificios de los alcaldes rezadores
Además de los sacrificios celebrados por los sacerdotes en noviembre (la ilya') y en marzo (el cargador del año), festejan otras dos ceremonias sacrificales, una en agosto y la otra en septiembre, para completar la serie de cuatro.

#### Sacrificio (Ilya')
Uno de los cuatro sacrificios celebrados por los sacerdotes mayas. El sacerdote principal y los rezadores rezan los veinte días previos a la ceremonia. Los rezadores, los principales y los cantores participan en el sacrificio. La música corre a cargo de marimba, trío de tambor y chirimía. Se sacrifican tres pavos a los cuales se les escurre la sangre y se embarra en palitos de copal. El sacerdote principal quema un fajo de palitos de copal embarrados de sangre y reza en varios sitios sagrados del pueblo. Por la mañana, se comen los pavos como parte del festejo. No hay consumo de licor, tampoco se puede bailar.

#### Sitio sagrado
La instalación de los nuevos alcaldes rezadores en sus cargos. La ordenanza es cambiada de la casa anterior a la casa del nuevo jefe. Los cantores inician la ceremonia en la tarde con cantos en latín en la iglesia. Los rezadores antiguos llevan la ordenanza en una procesión a la casa ceremonial de la plaza. Una imagen de San Antonio se saca de la iglesia y se coloca a un costado de la ordenanza. Cada sacerdote es instalado en su puesto con una ceremonia por separado. El sacerdote principal pronuncia varios rezos enfrente de la ordenanza. La música está conformada por marimba y un trío, los nuevos rezadores llevan la ordenanza a la casa del nuevo jefe. Se consume mucho licor por los antiguos sacerdotes después de ser reemplazados y por sus esposas, bailan un poco. Estallan cohetes durante las procesiones de la ordenanza. Es un festejo matutino

#### San Gaspar
El cofre, San Gaspar cambiado de la casa del sacerdote principal antiguo a la casa del nuevo jefe. Los rezadores y cantores participan en la ceremonia. El sacerdote principal reza en la iglesia. Es una ceremonia tranquila en la que carecen los cohetes, el licor y el baile.

#### Viernes Santo
El sacerdote principal y su esposa rezan en un altar especial cerca de la iglesia. La procesión de los cantores y empleados de la iglesia es llevada a una casa llamada El Calvario, llevando la figura de Cristo. Los cantores recitan el catecismo, cantan versos en latín y mascullan rezos en español; esto se realiza enfrente de todas las cruces "sembradas" en el camino al calvario. La ceremonia es presenciada por algunos infantes, muchas payasadas y bufonadas son características de parte de los mayas que llevan la figura de Cristo. Los rezadores no están presentes, no hay consumo de bebidas alcohólicas.
El sacerdote principal y su esposa emiten el rezo para la gran lluvia delante de la gran ordenanza. El rezo se repite en un altar de piedra delante de la casa del alcalde rezador.

#### Fiesta de San Miguel
Es llevada a cabo del 26 al 29 de septiembre, miles de indígenas inundan la plaza del pueblo. El sacerdote católico llega de Soloma para bautizar. Los danzantes del venado bailan durante los tres días. Hay procesiones de santos para celebrar la llegada de San Sebastián (o sea una imagen de dicho santo traída desde San Sebastián Coatán) y para festejar la salida de ese santo. Las dos procesiones son conducidas por alcaldes rezadores, con la música amenizada por un trío (un tambor y dos chirimías). Se presenta mucho consumo de licor y baile durante los días y las noches de la fiesta. Unas bombas gigantes estallan seguidas y se tocan numerosamente las campanas de la iglesia, en particular a través de las procesiones.

#### La Navidad y Año Nuevo
El 25 de diciembre de cada año se conmemora el nacimiento del Niño Dios, con nueve posadas donde parten José y María acompañados de una multitud de gentes con candelas en mano. Durante la caminata hacen sonar el caparazón de tortuga y por la media noche del 25 de diciembre se celebra una misa donde al terminar, la gente va a casa y encienden cohetes, bombas y luces de colores. El año nuevo es especial si es el día de toma de posesión de un nuevo alcalde, pues por la mañana realiza dicho acto, así como también toma posesión el nuevo alcalde rezador que es sustituido cada año por otro alcalde rezador en el cual ofrece cultos, rezos y ceremonias delante de la iglesia donde está sembrada la cruz que es el centro del pueblo, pero donde es festejado con mayor vitalidad, es en la aldea Chimban donde está la casa del alcalde rezador.

### Matrimonio
El matrimonio maya acateco posee tres formas distintas: 
1. Matrimonios realizados por los padres con residencia patrilocal.
2. Matrimonio por servicio, con residencia matrilocal provisional.
3. La fuga.

Además de estas maneras existen uniones legales, las únicas reconocidas por el Gobierno Guatemalteco. El matrimonio legal, registrado en el juzgado, desempeña un papel muy insignificante, porque durante un periodo de diecisiete años (1922-1938 inclusive) sólo se celebraron once. Domina el matrimonio tradicional que posee importancia social. 

#### Matrimonios arreglados por los padres
Los matrimonios arreglados por los padres reciben más respeto de parte de los mayas. El proceso con mínimas variaciones es el siguiente: un padre escoge a una joven para su hijo, con o sin el consentimiento de éste. Por lo general, se le consulta al hijo de antemano. En ocasiones el proceso inicia por indicar a la muchacha con quien le gustaría casarse. 
El padre del muchacho realiza una visita al padre de la muchacha, durante el transcurso del cual se propone el matrimonio. Lleva tres o cuatro fajos de cigarros hechos en casa, los cuales son entregados durante la palabrería, a la cual le sigue una conversación informal, con poco interés manifestado de cualquier lado. Cada bando ensalza las virtudes de su progenie, pero si la visita termina con un desprecio de la oferta del matrimonio, la razón será siempre la misma: “la familia necesita el trabajo, y necesitamos tiempo para pensarlo y platicarlo con nuestro parientes”, a partir de ese entonces, los padres del muchacho siguen haciendo visitas a los padres de la muchacha, por lo común de tres a doce, antes de arreglar el matrimonio, los padres del pretendiente ofrecen cigarros en cada visita, la cuestión del precio de la novia no surge en este momento, porque se considera "vergonzosa". 
Sin embargo, luego de que se aprueba el matrimonio, es arreglado el precio y el padre del muchacho entrega 50 centavos para comprometerse al arreglo. El precio de la novia va de Q.3.00 a Q.8.00 con unos Q.5.00 de promedio que se les paga a los padres de la joven cinco días después de que se haya arreglado el asunto; los miembros de ambas familias fungen como testigos.
El mismo día, a la media noche, el novio y su familia visitan a la novia en su casa: llevan una preparación de maíz molido con cacao, seis o siete jícaras, un poco de leña y rajas de ocote y varios fajos de cigarros. Cuando llegan a su destino, las mujeres deben preparar la bebida ceremonial (hecha bajo una preparación de maíz y cacao hervida en agua), de las provisiones traídas y pasan un poco de la bebida a todos los presentes en las jícaras especiales. Mientras tanto, la familia de la prometida se dedica a cocinar una cena para los invitados, la cual incluye carne y pollo. Aglomerados en torno al fuego, los hombres de un lado y las mujeres por el otro, consumen los alimentos. Los novios se sientan con el sexo respectivo. Después de la cena, las familias continúan sentadas cerca del fuego y el humo, platican y sorben bebida de vez en cuando. De esa manera transcurre la noche, a las nueve de la mañana, el novio y sus familiares regresan a su propia casa, sin la novia.
Cinco o veinte días más tarde, de acuerdo con los deseos del padre de la novia, se repite la visita con todos los detalles esenciales durante esta segunda visita, pero a veces durante la primera, se le da a conocer su ropa nueva a la novia. La ropa es hecha por la madre del novio y está conformada por un corte, un güipil y un pañuelo grande (comúnmente rojo). La ropa es entregada a la madre de la novia que ayuda a la joven a ponerla después de la cena por la visita de la familia. Al acabar la segunda visita, la novia acompaña a su esposo y a su familia a su casa, caminando detrás de él por todo el camino, una vez en la casa, la familia descansa un poco y siguen las actividades diarias usuales.

#### Matrimonio por servicio
El matrimonio por servicio ocurre con bastante frecuencia en los migueleños para las visitas preliminares, que conducen a la aprobación del matrimonio, siguen exactamente el mismo modelo que las uniones arregladas por los padres. No obstante, en general un hermano mayor, tío o amigo hace de intermediario, porque los matrimonios de servicio se contratan en su mayoría por hombres cuyos padres han fallecido, están separados, o no quieren asumir la carga por las visitas matrimoniales y el precio de la novia. Estos matrimonios se arreglan bajo dos condiciones: 
1. Que el novio habite en la casa de la novia.
2. Que trabaje para la familia de la novia por un largo periodo (el promedio va de cinco a seis años o Meses).

Acordado el matrimonio, el novio se dirige a la casa de la novia, en compañía de amigos o parientes, de acuerdo a la situación, Y sin más celebración se transforma en miembro activo de la familia.
El yerno trabaja para la casa, a cambio, le proporcionan alimento, un sitio donde dormir, y un poco de dinero para su vestimenta; cuando finaliza el periodo de servicio, se lleva su esposa e hijos (si es que procrearon) y establece su propia casa independiente. En caso de que los padres de la esposa se den cuenta de que esta es maltratada o el yerno conspira a la esposa saliendo en ocasiones de la casa, lo único que pueden hacer es enojarse, debido a que no pueden hacer nada. A causa de que Guatemala no reconoce ningún matrimonio tradicional como legal, es imposible acudir a arreglos legales, de ahí que los padres comúnmente mencionan que se sienten "miserables".

#### La Fuga
La tercera modalidad de matrimonio es la fuga, en el cual la pareja huye a una finca cafetalera, regresan después de unos meses y continúan viviendo como esposos durante estos eventos, que con frecuencia originan un gran número de malos sentimientos entre las personas. Los padres de la novia se ven acorralados ante lo que creen que es su derecho, el precio de la novia, haciendo difamaciones de ellos constantemente. Cada vez que se presenta la oportunidad, la madre de la joven acosa al novio, en un intento de separarlos, aunque las quejas de los padres se interpretan como "la compra de una mujer" y se concibe como recompensa por el costo de educar a la muchacha. Si el dinero no es pagado, el padre de la novia se enoja y dice: "El marido piensa que los hijos se crían sin ningún costo. No piensa pagarme nada a cambio de haber dado comida y ropa a una hija".
El precio de la adolescente es pagado en la mayor parte de los casos por los padres del pretendiente. De hecho existió un incidente de juzgado en enero de 1939 cuando un joven de 23 años de edad fue acusado por su madre de haberla insultado cuando le pidió que le devolviera Q8.00 que había gastado por el matrimonio y el precio de la novia; él confesó que era cierto pero aclaró que todos los padres mayas pagan por sus hijos. Estuvo agradecido y para devolver el favor se quedó con su madre a fin de pagar su bondad. Permaneció a su lado por cuatro años sembrando y cosechando trigo, maíz, frijol, cargando leña y desempeñando otras tareas indispensables por las que no recibió compensación alguna. Ahora él anhelaba tener su propio hogar. El hijo fue sentenciado a diez días de cárcel o una multa de diez centavos diarios por insultar a su madre, pero no pudieron forzarlo a seguir viviendo con ella.

### La pedida
Antes se decía entre los acatecos que "cuando las mujeres tienen ya los senos bien grandes, se doblan (se joroban) y todavía no poseen marido", en caso de que alguien las pida, y si tienen la edad y madurez suficientes, pueden casarse. Celebran con cacao y comida, se da maíz, los padres convocan a las personas para comer con bebida de masa y pan con miel debido a que sus hijas son "vendidas" y no regaladas.
Si no encuentran marido antes, sus padres ya no las reciben y son corridas de la casa, a la casa de sus suegros. En dado caso de que los suegros las corran de sus casas, son hechizadas y pedidas a muerte. Si estas mujeres se juntan con otro sujeto, se cree que sus hijos no crecerán debido al hechizo que les "echaron".

### Semana Santa
Los sacerdotes menores construyen un ranchito dentro de la iglesia decorado con flores y hojas, y además una imagen de Cristo colocada en el ranchito. Los rezadores, principales y cantores participan en la ceremonia; los principales yacen cerca del ranchito día y noche. En la medianoche se realiza un simbólico "asesinato de Judas". Al día siguiente se desmantela el ranchito, el techo es llevado al calvario, se organizan varias procesiones del santo durante el día del calvario. Se repite la ceremonia del Viernes Santo, los principales permanecen en el calvario día y noche, los cantores interpretan versos en latín y los rezadores hacen su presencia durante la noche. Las imágenes de los santos son veladas, la música se realiza bajo la marimba y un trío, varias candelas son quemadas. Se dan bailes y un gran consumo de licor los días y noches del transcurso de los festejos.

### Todos los Santos
Los maestros cantores interpretan versos en latín en la iglesia como víspera del festejo. Las mesas de las casas y las sepulturas son adornadas con ramas de flores cubiertas con comida, bebidas y cigarros para el uso de los espíritus ancestrales. Los cantores comienzan las ceremonias en el cementerio, convocados con versos en latín dedicados a las almas en pena. Se contratan cerca de 24 marimbas y danzantes del venado para entretener a los presentes en las sepulturas. Los jefes de familia pronuncian rezos en casa e iglesia mientras queman candelas. En las sepulturas, la gente conversa con los muertos, incitándolos a comer y a beber; de noche las puertas de las casas permanecen abiertas para permitir el paso libre a los espíritus. No hay un considerable llanto o luto, hay baile y consumo de licor por la noche. Se estallan cohetes de manera constante en el panteón.

### Carnaval
Se presentan tres grupos de baile: los gracejos, los capitanes y los toros. Se rinden homenajes a los sacerdotes y a la ordenanza. El sacerdote principal reza la ordenanza; mientras tanto, en la iglesia, los cantores realizan canto de versos en latín en la iglesia. Se realiza una carrera de gallos, son decapitados quince gallos por jinetes mayas con la mano rasa. Hay mucho consumo de licor y baile durante el segundo día hasta la mañana del siguiente.

## Vestimenta

### Traje femenino
Aunque las mujeres acatecas posean una indumentaria única, a menudo se encuentran mujeres acatecas usando la cinta o el rebozo de la indumentaria popti’. El traje de la mujer acateca está conformado por:
- Güipil: Es un güipil largo con varios adornos, bordado con volcanes en el cuello, lo cual significa que la mujer que lo porta, posee hijos o descendencia.

- Blanco: Representa que la mujer tiene amor por las personas.

- Listón: Es un listón de diferentes colores que sirve para adornarse el cabello, lo cual significa el estar feliz viviendo en este mundo

- Collar: En caso de que el collar posea dos o tres vueltas significa que la mujer todavía es soltera, si tiene varias vueltas da a entender que ya tiene marido.

- Corte Rojo: Representa la fortaleza de la sangre y el amor de procrear hijos cuando éstos nacen.

### Traje masculino
El traje de todo hombre acateco se conforma por:
- Capixay: El capixay es negro, en alusión a la tierra donde trabaja día a día para mantener a sus niños. En concreto, significa tierra.

- Sombrero: Es un sombrero de petate, utilizado para protección contra la luz del sol.

- Pantalón: Es de color blanco con los ruedos levantados para que la jornada sea fácil y terminen luego. Significa pureza, bondad, blancura y nieve.

## Música y danzas
En los municipios de presencia acateca, las fiestas del pueblo son alegradas con conjuntos que constan de tololoche (contrabajo), tambor, pito y chirimía.

## Infraestructura y servicios básicos
En 1982 los indígenas chujes, mames, acatecos, kanjobales y también los mestizos que se encontraban refugiados en Chiapas reconocieron que su salud es básica, para lo cual nombraron sus propios promotores y promotoras considerando a las parteras y curanderas tradicionales. Este grupo de parteras combate contra su analfabetismo y la violencia existente dentro de las comunidades, que las obliga a abandonar este servicio humano y desinteresado. Para la capacitación de las parteras de la frontera de Guatemala se toma de uno a dos años, lo que nos habla de rezagos de salud entre los acatecos.
En 1989, el Índice de Desarrollo Humano (IDH) demostró que los acatecos se encuentran por encima de ixiles y chortíes, respectivamente.
En la cultura acateca, no existe la educación sexual y eso origina muchos abortos en jóvenes en estados de embarazo medios y finales.